# Bahnstrecke Kirchen–Freudenberg
| Streckennummer: | 2882                 |                            |                            |
| Kursbuchstrecke (DB): | 361                  |                            |                            |
| Kursbuchstrecke: | 239c (1946)          |                            |                            |
| Streckenlänge: | 13,54 km             |                            |                            |
| Spurweite: | 1435 mm (Normalspur) |                            |                            |
| |                      |                            |                            |
| \| \| \| von Betzdorf \| \| \| \| 0,000 \| Kirchen (Sieg) \| Kirchen (Sieg) \| \| \| \| nach Siegen \| \| \| \| 0,322 \| Sieg \| Sieg \| \| \| 0,900 \| Kircherhütte \| Kircherhütte \| \| \| 1,800 \| Wehbach Badeanstalt [Anm. 1] \| Wehbach Badeanstalt [Anm. 1] \| \| \| 2,300 \| Wehbach Au [Anm. 1] \| Wehbach Au [Anm. 1] \| \| \| 3,085 \| Wehbach \| Wehbach \| \| \| 4,570 \| Junkernthal \| Junkernthal \| \| \| 5,200 \| Christelay \| Christelay \| \| \| 6,100 \| Eicherhof \| Eicherhof \| \| \| 7,100 \| Fischbacherhütte [Anm. 1] \| Fischbacherhütte [Anm. 1] \| \| \| 7,820 \| Niederfischbach \| Niederfischbach \| \| \| 8,600 \| Niederfischbach Ost [Anm. 1] \| Niederfischbach Ost [Anm. 1] \| \| \| 10,800 \| Oberasdorf \| Oberasdorf \| \| \| 11,460 \| Rheinland-Pfalz / NRW \| Rheinland-Pfalz / NRW \| \| \| 11,490 \| Asdorfer Weiher \| Asdorfer Weiher \| \| \| 13,540 \| Freudenberg (Kreis Siegen) \| Freudenberg (Kreis Siegen) \| \| \| \| nach Finnentrop \| \| |                      |                            |                            |
| |                      | von Betzdorf               |                            |
| Bahnhof | 0,000                | Kirchen (Sieg)             | Kirchen (Sieg)             |
| Abzweig ehemals geradeaus und nach rechts |                      | nach Siegen                | nach Siegen                |
| Brücke über Wasserlauf (Strecke außer Betrieb) | 0,322                | Sieg                       | Sieg                       |
| Haltepunkt / Haltestelle (Strecke außer Betrieb) | 0,900                | Kircherhütte               | Kircherhütte               |
| Haltepunkt / Haltestelle (Strecke außer Betrieb) | 1,800                | Wehbach Badeanstalt        | Wehbach Badeanstalt        |
| Haltepunkt / Haltestelle (Strecke außer Betrieb) | 2,300                | Wehbach Au                 | Wehbach Au                 |
| Bahnhof (Strecke außer Betrieb) | 3,085                | Wehbach                    | Wehbach                    |
| Haltepunkt / Haltestelle (Strecke außer Betrieb) | 4,570                | Junkernthal                | Junkernthal                |
| Haltepunkt / Haltestelle (Strecke außer Betrieb) | 5,200                | Christelay                 | Christelay                 |
| Haltepunkt / Haltestelle (Strecke außer Betrieb) | 6,100                | Eicherhof                  | Eicherhof                  |
| Haltepunkt / Haltestelle (Strecke außer Betrieb) | 7,100                | Fischbacherhütte           | Fischbacherhütte           |
| Bahnhof (Strecke außer Betrieb) | 7,820                | Niederfischbach            | Niederfischbach            |
| Haltepunkt / Haltestelle (Strecke außer Betrieb) | 8,600                | Niederfischbach Ost        | Niederfischbach Ost        |
| Bahnhof (Strecke außer Betrieb) | 10,800               | Oberasdorf                 | Oberasdorf                 |
| Grenze (Strecke außer Betrieb) | 11,460               | Rheinland-Pfalz / NRW      | Rheinland-Pfalz / NRW      |
| Haltepunkt / Haltestelle (Strecke außer Betrieb) | 11,490               | Asdorfer Weiher            | Asdorfer Weiher            |
| Bahnhof (Strecke außer Betrieb) | 13,540               | Freudenberg (Kreis Siegen) | Freudenberg (Kreis Siegen) |
| |                      | nach Finnentrop            |                            |

Die Bahnstrecke Kirchen–Freudenberg war eine 13,54 km lange Nebenbahn von Kirchen im Landkreis Altenkirchen in Rheinland-Pfalz nach Freudenberg im Kreis Siegen-Wittgenstein in Nordrhein-Westfalen. Sie wird nach dem Fluss Asdorf lokal als Asdorftalbahn bezeichnet.

## Streckenbeschreibung
Direkt nach der Ausfahrt aus dem Bahnhof Kirchen (Sieg) wurde die Sieg auf einer Steinbogenbrücke gequert. Kurz darauf wurde der Anschluss der Arnold Jung Lokomotivfabrik passiert. Von dort führte die Strecke durch bergiges Gelände nach Norden. An der Strecke lagen nicht nur ungewöhnlich viele Stationen, sondern darüber hinaus zahlreiche weitere Anschlussstellen, die im Güterverkehr bedient wurden. In Freudenberg ging die Strecke in die Bahnstrecke Finnentrop–Freudenberg über.

## Geschichte

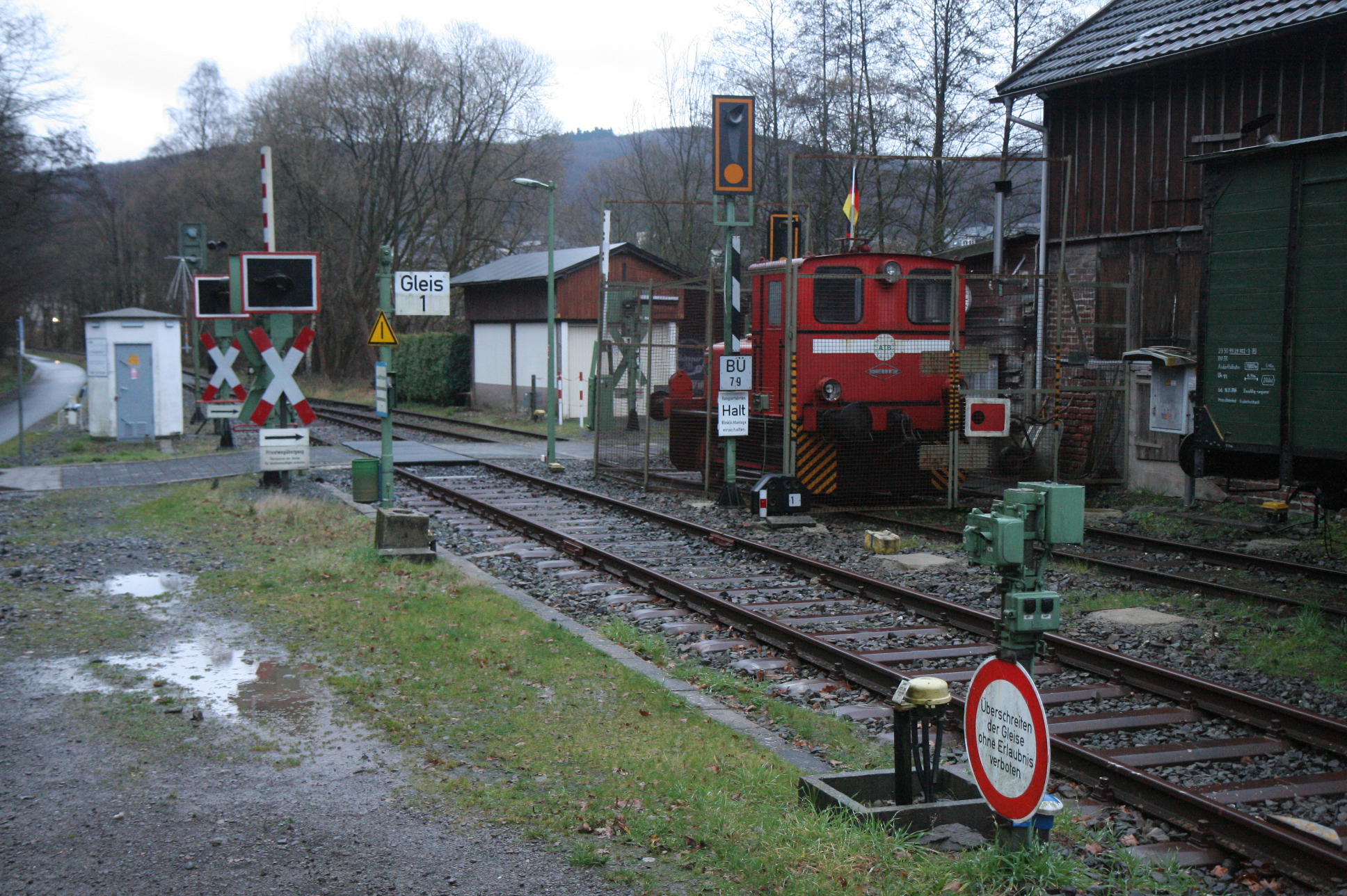
Teil des ehemaligen Bahnhofs Niederfischbach, heute Eisenbahnmuseum

Der Abschnitt Kirchen–Wehbach wurde am 1. Juni 1887 eröffnet, die Strecke Wehbach–Freudenberg am 15. August 1888.
Nach dem Zweiten Weltkrieg ordnete die Französische Besatzungsmacht alle Bahnstrecken im nördlichen Teil ihrer Besatzungszone der Eisenbahndirektion Mainz zu, so auch den Abschnitt Kirchen–Niederfischbach der Bahnstrecke Kirchen–Freudenberg. Mit der schrittweisen Auflösung der Bundesbahndirektion Mainz in den Jahren 1971/72 fiel die Zuständigkeit für diesen Abschnitt zum 1. Januar 1971 an die Bundesbahndirektion Wuppertal.
1975 fuhren Personenzüge auf der Strecke, die teilweise bis Olpe oder Finnentrop durchgebunden waren. Personenverkehr fand nur werktags statt. Für die Strecke Kirchen–Freudenberg benötigten die Züge rund 32 Minuten. Gewöhnlich fuhren Uerdinger Schienenbusse. Zuvor waren Dampflokomotiven im Einsatz, der letzte offizielle Dampfzug fuhr am 5. Januar 1976. Nach der Einstellung des Personenverkehrs am 28. Mai 1983 wurde die Strecke bis 1994 im Güterverkehr als Anschlussgleis betrieben. Am 4. November 1997 genehmigte das Eisenbahn-Bundesamt die Stilllegung, die am 14. Dezember 1997 vollzogen wurde. Inzwischen sind die Gleise, bis auf einen Rest im Niederfischbacher Bahnhof, abgebaut.
Auf der Trasse der Asdorftalbahn wurde in den Jahren nach der offiziellen Stilllegung ein Bahnradweg angelegt, der sich mit einer Unterbrechung in der Innenstadt von Freudenberg auf etwa 20 km ab Kirchen bis zum ehemaligen Bahnhof Wildenburg nördlich von Freudenberg hinzieht. Die Stadt selbst kann nicht mehr auf diesem Wege durchquert werden, weil in diesem Bereich die Einschnitte zugeschüttet und die Dämme abgetragen wurden. Im weiteren Verlauf Richtung Olpe ist der Radweg über Straßen ausgeschildert; der Kreis Olpe hat sich gegen die Nutzung der Bahntrasse zu diesem Zweck entschieden.
In die ehemalige Halle der Arnold Jung Lokomotivfabrik in Jungenthal ist ein Lebensmitteldiscounter eingezogen. Einige Empfangsgebäude wie in Wehbach stehen noch.